# Alfred Krauth
Alfred Krauth (* 24. März 1878 in Karlsruhe; † 12. Juli 1956 in Düsseldorf) war ein deutscher Fotograf, Künstler und Entwickler technischer Gerätschaften. Er war vor dem Ersten Weltkrieg ein vielfach prämierter Porträtfotograf, beschäftigte sich nach dem Ersten Weltkrieg mit der Stereofotografie und entwickelte das für diesen Zweck außergewöhnlich kompakte Indupor-System. Noch größeren Erfolg hatte er ab den späten 1920er Jahren mit der Herstellung und dem Vertrieb von Geldwechsel-Automaten. Sein geschäftlicher Erfolg ermöglichte es ihm, sich zeitweilig nur noch der Kunst zu widmen. Der Zweite Weltkrieg zerstörte jedoch sein gesamtes bisheriges Werk. Bereits in fortgeschrittenem Alter hat er nach dem Zweiten Weltkrieg in Eberbach eine neue Apparatebaufirma gegründet, die bis heute als krauth technology GmbH fortbesteht.

## Leben

### Ausbildung und frühe Jahre
Er entstammte einer alten Eberbacher Familie. Der Vater war als Steuerbeamter nach Karlsruhe gekommen und hat auch den Sohn für eine Laufbahn im Finanzdienst vorgesehen. Er besuchte die Oberrealschule in Karlsruhe bis zur Primarreife und trat dann eine Stelle als Finanzgehilfe in Boxberg an. Die Finanzverwaltung sagte ihm jedoch überhaupt nicht zu, so dass er die Stelle rasch aufgab und an der Universität Heidelberg Vorlesungen über wissenschaftliche Fotografie bei Professor Precht besuchte. Anschließend war er für über ein Jahr zweiter Assistent des Fotografen Ausfeld in Ilmenau, danach ein Jahr Laborant und Operator beim Hoffotografen C. Ruf in Mannheim, dann ein Jahr Operator und Geschäftsführer des Hoffotografen Michelis in Biel, ein Jahr Operator beim Hoffotografen Langbein in Heidelberg und anderthalb Jahre Operator und erster Assistent beim Hoffotografen Nicola Perscheid in Leipzig.
1902 wagte er mit einem Fotoatelier und Lehrinstitut für Künstlerische Porträt- und Landschaftsfotografie in Frankfurt am Main den Schritt in die Selbstständigkeit. Er nahm an den jährlichen Ausstellungen des Deutschen Photographenvereins teil und wurde mehrfach mit Preisen ausgezeichnet. 1905 wurde er mit dem Hoftitel des badischen Großherzogs ausgezeichnet. 1906 erhielt er das Verdienstkreuz des Ordens vom Zähringer Löwen, 1908 die Goldene Verdienstmedaille des Ordens Albrechts des Bären.
Im Jahr 1908 veranstaltete er mit eigenen Aufnahmen und denen seiner Schüler eine Ausstellung im Frankfurter Kunstgewerbemuseum. Außerdem publizierte er Schriften und hielt Vorträge über neuzeitliche Fotografie und Dreifarbenfotografie. 1910 wurde er Lehrer der VIII. Rangklasse an der k.k. Graphischen Lehr- und Versuchsanstalt in Wien, wo er Porträt- und Landschaftsfotografie sowie Retusche lehrte. 1912 erhielt er den Professorentitel des Wiener Instituts sowie den Verdienstorden für Wissenschaft und Kunst des Herzogs von Anhalt und kehrte nach Frankfurt am Main zurück, wo er wieder selbstständig tätig war und auch weitere Vorträge hielt. Sein heute noch nachweisbares fotografisches Werk aus der Zeit bis zum Ersten Weltkrieg erstreckt sich im Wesentlichen auf Porträt-Aufnahmen, darunter eine Serie von 61 Glasnegativen mit Aufnahmen der großherzoglichen Familie im Schloss von Karlsruhe im Bestand des Badischen Landesmuseums, sein Porträt seines Lehrmeisters Nicola Perscheid von 1912, das in fotografischen Zeitungen verbreitet wurde, und die Sammlung von Porträts Frankfurter Persönlichkeiten, die als eigene Veröffentlichung 1910 erschien.
Am Ersten Weltkrieg nahm Krauth als Freiwilliger teil.

### Stereofotografie mit dem Indupor-System

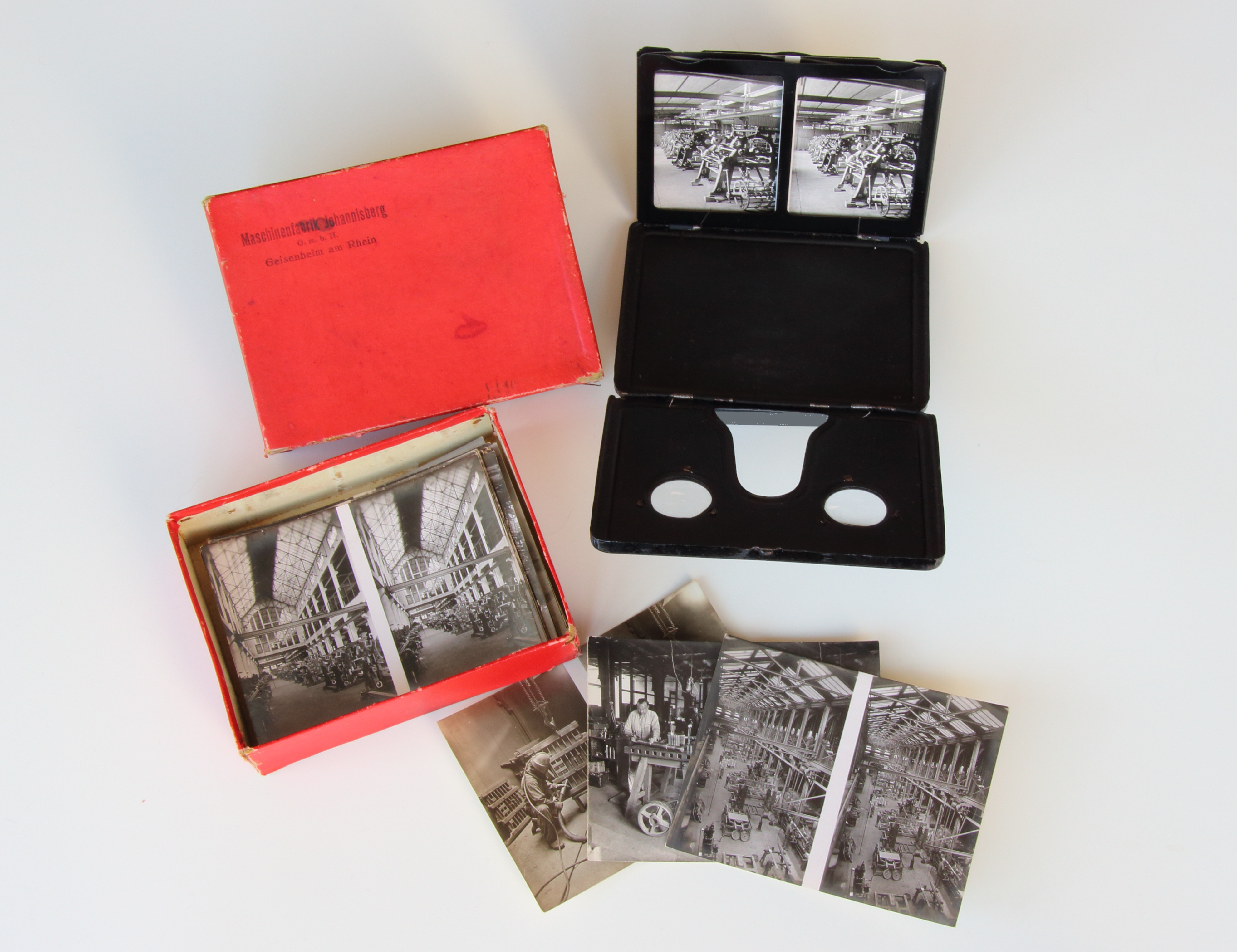
Indupor-Stereoskop mit Aufnahmen Krauths der Maschinenfabrik Johannisberg Geisenheim von 1926

Nach dem Ersten Weltkrieg widmete sich Krauth primär der Stereofotografie. Gemeinsam mit Carl Neithold († 1939) gründete er 1920 in Frankfurt am Main die Stereo Indupor GmbH, die ein Stereofotografie-System für Industrie- und Porträtfotografie mit dem Negativ-Format 9 × 12 cm entwickelte. Neben Anwendungen für die Möbelindustrie, die Modebranche, für Maschinenbauer und Architekten und hatte Krauth insbesondere auch die Anwendung des Systems durch Bildhauer im Sinn, die statt eines echten Modells Büsten nach Stereo-Fotografien fertigen könnten. Der Frankfurter Bildhauer Carl Stock schuf nach diesem Prinzip 1919/20 eine Büste des Malers Hans Thoma, den Krauth bei verschiedenen Anlässen fotografiert hatte. Neben den Stereobild-Kameras entwickelte Indupor auch zugehörige Stereoskope und vertrieb Stereobildserien mit Städteaufnahmen, die Krauth wohl zum Teil auch bei Familienausflügen aufgenommen hatte, zumal sich seine Frau Lina, geb. Schramm, und sein Sohn Arnulf (1912–1945) gelegentlich mit auf den Bildern befinden.
Die bedeutendste Stereo-Fotoserie von Krauth ist zweifellos die von der Jungfernfahrt des Dampfers Columbus von Bremerhaven nach New York City, an der er 1924 teilnahm. Er trat aber nicht unmittelbar wieder die Rückreise an, sondern besuchte noch seinen Bruder Leo in Massachusetts, wo er auch einige Industriebetriebe fotografierte.
Das Indupor-System fand verschiedentlich gewerbliche Anwender. Darunter waren der Fotograf Alfred Kahle in Pulsnitz, aus dessen Nachlass Indupor-Porträtserien bekannt sind. Außerdem nutzte der Verlag der Schönheit in Dresden das Indupor-System ab 1927/28 für Aktserien, später auch für Städte- und Landschaftsserien. Die Indupor-Stereoskope wurden auch mehrfach imitiert, z. B. durch den Nürnberger Hersteller Bing, der 1927 ein vollkommen baugleiches Stereoskop herstellte, oder durch die Berliner Omniplast-Gesellschaft, die wohl ebenfalls 1927 ein zwar äußerlich abweichendes, aber technisch übereinstimmendes Stereoskop auf den Markt brachte.

### Galoppwechsler
Bei seiner Reise in die USA 1924 lernte Krauth erstmals Geldwechsel-Automaten der Straßenbahnschaffner kennen. Er war fasziniert von diesen Geräten und gründete zurück in Frankfurt zunächst eine Vertriebsfirma für amerikanische Geldwechsler, die er von einer Firma in New York City bezog. Diese Import-Geräte erwiesen sich jedoch als nicht praktikabel. Krauth entwickelte daraufhin eigene Geldwechsler, die er unter dem Namen Galoppwechsler patentieren ließ und erweiterte 1928 den Geschäftszweck seiner Vertriebsfirma auch um die Herstellung solcher Automaten. Bald gab er die Herstellung jedoch wieder auf und ließ seine Automaten bei Rudolf Wächtler & Lange in Mittweida produzieren. Mit den Galoppwechslern hatte Krauth großen geschäftlichen Erfolg, so dass er seinen Beruf als Fotograf aufgeben konnte.
1928 ließ sich Krauth außerdem den Entwurf eines elektrischen Haartrockners schützen.

### Künstler und Kunstliebhaber
Bereits als Porträtfotograf hatte Krauth in Kontakt mit zahlreichen Künstlern gestanden. Neben dem mehrfach porträtierten Hans Thoma waren dies vor allem Albert Haueisen und Albert Urban. In den 1930er Jahren, inzwischen wohlsituiert, wandte sich Krauth immer mehr den Künstlerkreisen und auch selbst der Bildenden Kunst zu. 1936 trat er aus der Indupor-Geschäftsführung aus und zog nach Düsseldorf, wo er als Maler und Graphiker tätig war und in seinen beiden Anwesen in der Wilhelm-Klein-Straße einen Kreis von Künstlern, darunter den Maler Will Tschech, um sich scharte. Gleichzeitig ließ er auch das Geburtshaus seines Vaters in Eberbach zum Sommerhaus umbauen und war auch dort künstlerisch tätig. Von seiner ersten Frau geschieden, heiratete er in Düsseldorf 1939 seine zweite Frau Lucie, geb. Viethen († 1974).
Der Zweite Weltkrieg zerstörte nahezu alles, was Krauth sich bis dato geschaffen hatte. Die Anwesen in Düsseldorf und in Eberbach gingen im Bombenhagel unter. Der Produktionsbetrieb seiner Galoppwechsler in Mittweida wurde 1946 enteignet und in einen Volkseigenen Betrieb umgewandelt.
Ein großer Schicksalsschlag war außerdem der Verlust des 1912 geborenen einzigen Sohnes Arnulf. Dieser hatte Elektro- und Rundfunktechnik studiert, sich dann jedoch wegen seines Engagements für die Kommunistische Partei mit dem Vater überworfen, der seinen Sohn aber weiterhin finanziell unterstützte. Arnulf wurde 1937 in Frankfurt am Main erstmals verhaftet, aber zunächst vom Vorwurf des Hochverrats freigesprochen. 1993 wurde er mit seiner Ehefrau Ilse Renner in Berlin erneut 1939 verhaftet. Für Arnulf begann ein Leidensweg durch verschiedene Zuchthäuser und schließlich ins KZ Neuengamme, bei dessen Räumung im Mai 1945 er auf dem Frachter Thielbek in der Neustädter Bucht mit 2800 Mitgefangenen bei einem britischen Bombenangriff umkam. Ilse Renner überlebte die Frauenstrafanstalt Waldheim bei Chemnitz.

### Neubeginn nach dem Zweiten Weltkrieg
Nach dem Zweiten Weltkrieg verdingte Krauth sich zunächst als Kunstmaler und lebte vom Verkauf seiner Gemälde. Bis zu seinem 70. Geburtstag 1948 ließ er das zerstörte Haus in Eberbach wieder aufbauen und richtete sich darin ein Atelier ein. In etwa zur gleichen Zeit setzte auch wieder eine Nachfrage nach Geldwechsel-Automaten ein. Der Betrieb in Mittweida kam aufgrund der politischen Entwicklung nicht mehr als Produzent in Betracht. Eine Fabrik in Gevelsberg, die sich als Zulieferer von Einzelteilen anbot, konnte die entsprechenden Anforderungen nicht erfüllen. So begann Krauth in seinem Maleratelier in Eberbach mit wenigen Arbeitern erneut, Geldwechsel-Automaten selbst zu produzieren. Die technische Leitung des Betriebs gab er 1950 an den Ingenieur Otto Langkait ab. 1951 zog der Betrieb aus dem Maleratelier in eine angemietete ehemalige Schreinerei. Bald hatte der Betrieb 22 Beschäftigte. Krauth erwarb 1953 ein Firmengelände in Eberbach, wo er im Folgejahr eine neue Fabrikhalle errichten ließ.
Obwohl die Geschäfte sich in Eberbach äußerst erfolgreich entwickelten, vermisste Krauth doch auch das großstädtische Leben in Düsseldorf. Er verkaufte eines seiner dortigen Ruinengrundstücke und ließ mit dem Erlös auf dem zweiten Grundstück einen Neubau errichten, den er 1954 bezog. In Düsseldorf ist er 1956 auch verstorben.
Krauths in Eberbach neugegründetes Unternehmen firmierte zunächst als Professor Alfred Krauth Apparatebau GmbH & Co. und ist heute mit rund 140 Mitarbeitern an den Standorten in Eberbach, Überlingen, Hamburg und Dresden als krauth technology GmbH einer der führenden Hersteller von Fahrgelderhebungssystemen des öffentlichen Personennahverkehrs.